# Vovča
Il Vovča (in ucraino Вовча?, in russo Волчья?, Volč'ja) è un fiume dell'Ucraina, affluente di sinistra del Samara, a suo volta tributario del Dnepr. Il suo corso interessa le oblast' di Donec'k e Dnipropetrovs'k.